# 仏教とグノーシス主義
仏教学者のエドワード・コンツェは、仏教とグノーシス主義の間に類似性があると1966年に提唱した。克服されずに残っている、あるいは克服するためには特別な霊的知識を必要とする邪悪な傾向の存在を釈迦が説く限りにおいて、仏教はグノーシス主義の一派だとしている。
グノーシス主義は物理的世界、肉体的世界から「霊的知識・認識」によって救済されるとする反宇宙的二元論、極端な霊肉二元論をとる。人間が肉体、宇宙等の非本来的なものによって阻害されているという反宇宙的二元論の立場から、物理的な宇宙を超える超越的存在と人間の本来的自己の本質的同一の「認識」を救済とみなす。
仏教の宇宙論では極楽、東方浄瑠璃世界、妙喜世界、八大地獄、十界等の物理的宇宙には存在しない複数の超越的世界を規定することがある。密教におけるパーターラ等もある。

## コンツェ
1966年、仏教学者のエドワード・コンツェはメディアン会議において、アイザック・ヤコブ・シュミットの初期の提案を受けて執筆された論文「Buddhism and Gnosis」の中で、大乗仏教とグノーシス主義との現象学的な共通点を指摘している。コンツェは、社会集団としてのグノーシス主義者はあまり知られていなかったため、大乗仏教を「グノーシス」、すなわち知識や洞察と明確に比較したが、「グノーシス主義者」とは比較しなかった 。コンツェの8つの類似点に基づいて、ホーラーは以下のような類似点のリストを挙げている。
- 解放や救済は、解放のための洞察、すなわちグノーシスやジュニャーナによって達成される。
- 無知、すなわち洞察力の欠如は、アグノーシスまたは無明と呼ばれ、この世に閉じ込められる根本的な原因となっている。
- 解放された洞察は外的な知識ではなく、内的な啓示によって得られる。
- どちらの体系も、盲目的な唯物論から完全な精神的達成へと、精神的達成を階層的に順序付けている。
- 智慧はソフィアと般若に擬人化された女性原理として、両宗教で重要な役割を果たしている。
- キリストや仏陀は単なる歴史上の人物ではなく、原初的な存在として描かれている。
- どちらの宗教にも「反知性主義」の傾向がある。つまり、より高い精神的達成のためには、規則や社会的慣習を無視するということである。
- どちらの体系も、一般大衆ではなく精神的エリートを対象としており、隠された意味や教えがある。

## マニ教
マニ教は仏教の影響を直接受けている。マニ自身もブッダのような涅槃を目指しており、仏教の影響の大きさを示している。マニはさらに、魂の転生や僧伽を信じ、教えの中でさまざまな仏教用語を使っていた。ミルチャ・エリアーデは、光の象徴と神秘的な知識の類似性を指摘し、マニ教よりも先に、初期の共通のインド・イランの源流にさかのぼる可能性があるとしている。マニは、自分を仏陀の生まれ変わりと考えていた。ベラルディは、仏教とグノーシス主義を比較するための主要な資料がマニ教であり、マニ教は「仏教がインドで表現されていたのと同じ都市と商人の雰囲気」を表していると指摘している。 マニ教は、仏教が「バラモンの平民が支配する非都市的な世界」と対立したように、農地や地主の閉鎖的な社会を敵視していた。
マニはアルサシド朝のペルシャ人で西暦216年に、当時ペルシャのササーン朝に属していたメソポタミア（現在のイラク）で生まれた。 ケルンのマニ・コーデックスによると、マニの両親はエルセサイトと呼ばれるユダヤ系キリスト教グノーシス派のメンバーであった。
マニは、ブッダ、ゾロアスター、イエスの教えは不完全であり、自分の啓示は全世界のためのものであると考え、自分の教えを「光の宗教」と呼んだ。

### 仏教への影響
マニ教が中国に伝来した後、中国のマニ教信者は、中国の仏教から借りたシンクレティクな用語を使用するようになった。9世紀から14世紀にかけて、中国の歴代王朝による同化の圧力と迫害を受けた後、中国のマニ教は中国南部の大乗仏教の浄土教との関わりを強め、大乗仏教徒と密接に協力して修行したため、長い年月の間にマニ教は浄土教に吸収され、2つの伝統は区別できなくなった。